# Батьки (Полтавская область)
Батьки́ (укр. Батьки) — село,
Батьковский сельский совет,
Зеньковский район,
Полтавская область,
Украина.
Код КОАТУУ — 5321380701. Население по переписи 2001 года составляло 742 человека.
Является административным центром Батьковского сельского совета, в который, кроме того, входят сёла
Драны,
Корлюково,
Лазки и
Сухомлины.

## Географическое положение
Село Батьки примыкает к селу Драны, на расстоянии в 0,5 км расположено село Сухомлины, в 1-м км — село Лазки.
По селу протекает пересыхающий ручей с запрудой.

## Экономика
- Молочно-товарная ферма.
- АФ «Батьки».
- ООО «Агро Эра».

## Объекты социальной сферы
- Школа.

## Известные люди
- Омельченко Антон Лукич (1883—1932) — украинский исследователь Антарктиды, конюх британской экспедиции Роберта Скотта.